# 纪元
纪元，指历史纪年的起算年份。现在世界上大多数国家采用西曆及西元纪年，历史上曾存在多样纪元方式。中国最早的纪元是西周“共和”元年（公元前841年），自汉武帝建元元年（公元前140年）后，各朝皇帝皆立年号纪元，通常以新君即位之年或次年为元年，然后依次累递进加，每易君主，即改纪元。
在年代學和歷史分期，紀元（英語：epoch）或參考紀元（英語：reference epoch）是被選為特定紀年的起源的時刻；「紀元」被用作測量時間的參考點。
紀元的時刻通常由一致性決定，或遵循從相關紀元理解的慣例來決定。紀元時刻或日期通常是根據特定的、明確的變化事件（「紀元事件」，英語：epoch event）來定義的。在更漸進的變化中，當達到紀元標準（英語：epoch criterion）時選擇決定時刻（英語：deciding moment）。

## 參看
- 西元
- 年號